# Thorkild Demuth
Thorkild Demuth (født 28. marts 1927 i Ravsted, død 3. juni 2017 i Toftlund) var en dansk skuespiller, instruktør og dukkemager. Han blev uddannet som skuespiller på Skuespillerskolen ved Odense Teater 1950-52.
Thorkild Demuth er måske mest kendt for at lægge stemme til introen til Fredagsbio: "Nøøøj, det' for børn". Desuden har han været med til at producere en række populære DR børneudsendelser som Ingrid og Lillebror, Magnus Tagmus, Sørøver Sally og Folk og røvere i Kardemomme by samt diverse julekalendre. Han spillede desuden Niels Væver i tv-serien Fiskerne.
Thorkild Demuth valgte i 1974 at flytte tilbage til sin fødeegn i Sønderjylland, og begyndte at spille børneteater og harmonika. Derudover var han med til at oprette forskellige kultursteder i bl.a. Ribe og Skærbæk. På sine sidste dage var det dog Vadehavet der trak mest i ham.